# 朱利奥·耶利尼
朱利奥·耶利尼（義大利語：Giulio Iellini，1947年10月18日—），意大利男子篮球运动员。他曾代表意大利获得1972年夏季奥运会男子篮球比赛第四名和1976年夏季奥运会男子篮球比赛第五名。